# Joanne Greenberg
Pour les articles homonymes, voir Greenberg.
Joanne Greenberg, née le 24 septembre 1932 à Brooklyn, l'un des cinq arrondissements de la ville de New York, est une romancière américaine. Elle est principalement connue pour son roman I Never Promised You a Rose Garden (en) (Jamais je ne t'ai promis un jardin de roses) écrit sous le nom de plume d’Hannah Green en 1964.

## Biographie
Elle suit les cours de l’American University dont elle sort diplômée en anthropologie et en langue anglaise. Elle étudie ensuite à l’université de Londres puis à l’université du Colorado. Elle écrit un premier roman historique en 1963 qui porte sur le massacre de juifs en 1190 dans le Château d'York en Angleterre.  
Elle obtient un succès critique et commercial avec son roman suivant, Jamais je ne t'ai promis un jardin de roses (I Never Promised You A Rose Garden), initialement publié sous le nom de plume d’Hannah Green. L'œuvre est adaptée au cinéma par Anthony Page en 1977 dans le film Jamais je ne t'ai promis un jardin de roses (I Never Promised You A Rose Garden).
Elle poursuit alors sa carrière d’écrivain, signant plusieurs romans et recueils de nouvelles. Elle écrit également quelques épisodes pour des séries télévisées, notamment pour la série Me & Mrs. C.. 
En 2004, Greenberg apparaît dans le documentaire de Daniel Mackler Take These Broken Wings (2004) sur la guérison de la schizophrénie sans recourir à des médicaments psychiatriques.
Elle enseigne actuellement comme professeur à la Colorado School of Mines.

## Œuvre

### Romans
- The King's Persons (1963)
- I Never Promised You A Rose Garden (1964) Publié en français sous le titre Jamais je ne t'ai promis un jardin de roses, traduction de Eudes de Saint-Simon, Paris/Ottawa, Stanké, 1979 (ISBN 0-88566-101-X)
- The Monday Voices (1965)
- In This Sign (1970)
- And Sarah Laughed (1972)
- Founder's Praise (1976)
- A Season of Delight (1981)
- The Far Side of Victory (1983)
- Simple Gifts (1986)
- Age of Consent (1987)
- Of Such Small Differences (1988)
- No Reck'ning Made (1993)
- Where The Road Goes (1998)
- Appearances (2006)
- Miri, Who Charms (2009)

### Recueils de nouvelles
- Summering: A Book of Short Stories (1966)
- Rites of Passage (1972)
- High Crimes and Misdemeanors (1979)
- With The Snow Queen (1991)

## Adaptations

### Au cinéma
- 1977 : Jamais je ne t'ai promis un jardin de roses (I Never Promised You a Rose Garden), film américain réalisé par Anthony Page, adaptation du roman éponyme, avec Kathleen Quinlan, Bibi Andersson et Ben Piazza

### À la télévision
- 1985 : Love Is Never Silent (en), téléfilm américain réalisé par Joseph Sargent, adaptation du roman In This Sign, avec Mare Winningham, Sid Caesar et Cloris Leachman